# قعيطه الجبل (تعز)
قعيطه الجبل هي إحدى قرى الجمهورية اليمنية. تتبع جغرافيا لمحافظة تعز وإداريًا لمديرية المعافر. يبلغ تعداد سكانها 2924 نسمة حسب الإحصاء الذي أجري عام 2004.